# تشارلز فليشر
تشارلز فليشر (بالإنجليزية: Charles Fleischer)‏ مواليد 27 أغسطس 1950 في واشنطن العاصمة، الولايات المتحدة، هو ممثل وكوميدي أمريكي بدأ مسيرته الفنية سنة 1972.

## الأعمال
- كابوس شارع إيلم
- مغامرات المخبر الشجاع
- من ورط الأرنب روجر
- العودة إلى المستقبل 2
- ديك تريسي
- فتاتي 2
- القطار القطبي السريع
- زودياك
- أشخاص ظرفاء
- رانجو

## روابط خارجية
- تشارلز فليشر على موقع IMDb (الإنجليزية)
- تشارلز فليشر على موقع ألو سيني (الفرنسية)
- تشارلز فليشر على موقع ميوزك برينز (الإنجليزية)
- تشارلز فليشر على موقع تيرنر كلاسيك موفيز (الإنجليزية)
- تشارلز فليشر على موقع أول موفي (الإنجليزية)
- تشارلز فليشر على موقع قاعدة بيانات الأفلام السويدية (السويدية)
- تشارلز فليشر على موقع ديسكوغز (الإنجليزية)
- تشارلز فليشر على موقع قاعدة بيانات الفيلم (الإنجليزية)
- تشارلز فليشر على موقع كينوبويسك (الروسية)